# Vermut

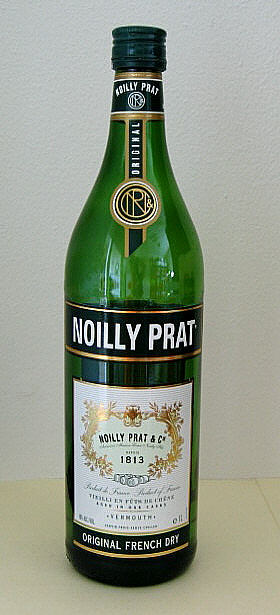
O sticlă de Vermut

Vermutul este o băutură alcoolică, asemănătoare cu vinul, la care se mai adaugă alcool, dar care se deosebește de acesta prin faptul că este aromat cu un amestec de pelin și alte ierburi sau condimente. Primul care a folosit cuvântul vermut ca denumire comercială este Antonio Benedetto Carpano, din Torino, Italia, în 1786. El s-a inspirat din rețeta germanilor pentru vinul pelin, în limba germană pelinul și vinul pelin numindu-se "Wermut".

## Sortimente
Există trei sortimente de vermut, de la cel mai sec la cel mai dulce: extra sec, bianco/alb, rosso/roșu. Vermutul roșu este servit fie ca aperitiv, răcit și nediluat cu alte băuturi, sau ca ingredient de bază în cocktail-uri de tip Manhattan. Vermutul alb este de obicei sec și se poate bea ca aperitiv simplu, dar mult mai mult se folosește în cocktail-urile de tip Martini, alături de gin sau votcă. Vermuturile roșii mai sunt numite vermuturi italiene, iar cele albe vermuturi franțuzești, deși această denumire nu respectă realitatea.
În funcție de sortiment, diferă și concentrația de alcool și zahăr a băuturii. Astfel, vermutul rosso au o concentrație de alcool de 16-17° și un conținut de zahăr de 16-18%. Vermutul bianco are o concentrație alcoolică de 17° și un conținut de zahăr de 16-18%. Vermutul extra sec are alcool în concentrație de 18-19° și un conținut de zahăr nu mai mare de 3,5%.

## Utilizarea modernă

### Băutură
Vermutul este fie consumat singur ca aperitiv fie folosit ca ingredent în cocktailuri precum martini și manhattan. În cocktailuri, vermutul este utilizat pentru reducerea conținutului de alcool în amestecurile ce folosesc bauturi spirtoase ca bază, pentru a aduce aroma diferitor plante sau pentru a accentua diferite arome deja existente.

### Gătire
Deși vermutul poate înlocui vinul în diverse rețete, deoarece are un gust mai puternic el poate copleși mâncărurile mai delicate. Ierburile folosite în vermutul sec îl fac un ingredient atractiv și versatil, utilizat în marinada unor cărnuri, în poșarea peștelui precum și în prepararea diferitelor sosuri de tigaie.

### Depozitare
Vermutul sec se va degrada mai repede decât cel dulce deoarece zahărul acționează ca agent de conservare. O sticlă nedeschisă de vermut, ținută la loc răcoros și ferită de lumina soarelui va rezista între 3 și 4 ani.
Deoarece vermutul este fortificat, o sticlă deschisă nu se va acrii la fel de repede ca vinul. Odată deschisă, însă, se va deteriora treptat în timp. Gurmanzii recomandă ca vermutul deschis să fie consumat în decurs de una până la trei luni și să fie pastrat la frigider pentru a încetini procesul de oxidare.

## Branduri renumite
Familia italiană Carpano este responsabilă pentru crearea mai multor branduri faimoase de vermut, printre care Punt e Mes, cu o culoare maro închisă și arome dulci-amărui, și Antica Formula, versiunea mai amară. Distillerie Fratelli Branca din Milan a achiziționat 50% din compania lui Giuseppe B. Carpano in 1982, urmând sa o obțină în totalitate în 2001.
Familia Cinzano a început producția de vermut în 1757 în Torino. Brandul Bianco este un vermut dulce și deschis la culoare.
Dolin din Chambéry, Franța, produce vermut din 1815. Aceasta produce un sortiment de vermut sec și două de vermut dulce (roșu și alb).
Martin & Rossi este cel mai vândut brand de vermut. A fost creat în Torino în anul 1863 și produce sortimente seci și dulci dar este cunoscut pentru vermutul Rosso.
Cinzano și Martini & Rossi produc si vermut rosé, distribuit în Italia și Franța.
Noilly Prat, localizat în sudul Franței, este renumit pentru vermuturile seci și deschise la culoare, dar produce și o versiune mai dulce. Compania a fost fondată de Joseph Noilly în 1813.